# Lycisca maculipes
Lycisca maculipes är en stekelart som först beskrevs av Peter Cameron 1884.
Lycisca maculipes ingår i släktet Lycisca och familjen puppglanssteklar. Inga underarter finns listade i Catalogue of Life.